# Обжа (река, впадает в Заликовское озеро)
Обжа — река на западе Тверской области, протекает на территории Торопецкого района. Длина реки составляет 16 (по другим данным 15,5) километров.

## Течение
Протекает по территории Скворцовского и Подгородненского сельских поселений Торопецкого района. 
Обжа вытекает из небольшого озера, находящегося на водоразделе Западной Двины и Куньи, в 12 километрах к северо-западу от города Торопец. Течёт в целом в юго-восточном направлении, перед устьем пересекает автодорогу 28Н-1800 Торопец — Озерец. Впадает в северо-западный конец Заликовского озера. Высота устья — 175,9 метров над уровнем моря.

## Притоки
Принимает несколько мелких ручьёв.

## Населённые пункты
В настоящее время населённых пунктов на реке нет. Раннее на берегах Обжи располагались деревни Обжа, Артёмово, Борок и другие.